# Ulla Hahn
Ulla Hahn (Brachthausen, 30 aprile 1945) è una poetessa e scrittrice tedesca.

## Biografia
Ha studiato letteratura, storia e sociologia all'Università di Colonia, e dopo aver lavorato due anni come giornalista ha ripreso gli studi, ottenendo un dottorato in letteratura nel 1975 all'Università di Amburgo. Dopo avere insegnato alle Università di Amburgo, Brema e Oldenburg, nel 1979 ha lasciato il mondo accademico per lavorare come redattrice culturale a Radio Bremen. Ha ottenuto un robusto successo di pubblico fin dalla raccolta poetica d'esordio, Herz über Kopf ("Il cuore sopra la testa", 1981). Il suo stile, lirico, tradizionale ed elegante, è stato definito "rococò post-rivoluzionario".
È stata insignita di importanti premi letterari tra cui il Premio Roswitha nel 1986. Il suo romanzo semi-autobiografico Das verborgene Wort ("Il mondo nascosto", 2007) è stato adattato in un film, Teufelsbraten, diretto da Hermine Huntgeburth.